# Copyleft

Gespiegeld copyrightteken, een gangbaar symbool voor copyleft

Copyleft is een toepassing van auteursrechtwetgeving die het publiek de vrijheid geeft om een werk en alle daarvan afgeleide werken te wijzigen en te herdistribueren, en het daarbij onmogelijk te maken het werk of afgeleide werken te herdistribueren onder voorwaarden die die vrijheid beperken. Het woord copyleft kan hierbij gezien worden als een dubbele woordgrap of parodie op copyright, waarbij makers een bepaalde creatie kunnen afschermen van vrije distributie, als ze dat wensen, bijvoorbeeld omdat ze inkomen met hun werk willen genereren. Het woord right betekent buiten de samenhang van copyright in het Engels niet alleen 'recht' maar ook 'rechterkant', en left verwijst dan naar 'linkerkant' en, als verleden deelwoord van leave, naar 'laten', 'nalaten', 'afstaan'.
Copyleft-regels hebben als doelstelling ervoor te zorgen dat wijzigingen die door anderen worden gemaakt en verspreid, later altijd opnieuw kunnen worden veranderd. Op deze manier kan niemand het werk aan het publiek 'ontfutselen' door het aan te passen of in eigen werken op te nemen en het vervolgens onder een eigen, meer beperkte licentie uit te geven. Op deze manier kan het originele werk én alle afgeleiden daarvan steeds weer vrij worden aangepast, uitgebreid en verbeterd.
Copyleft onderscheidt zich daarin van licenties zoals de BSD-licenties die wél toestaan dat men (delen van) het werk of afgeleiden daarvan onder een propriëtaire licentie herdistribueert.
De GNU General Public Licence (GPL) werd bedacht en uitgewerkt in 1985 en was een van de eerste licenties die op deze manier functioneerde. Deze licentie is voornamelijk bedoeld voor software. De Free Software Foundation heeft nog twee andere copyleft-licenties opgezet: de LGPL en de GNU-licentie voor vrije documentatie (GFDL). Deze laatste werd gebruikt door Wikipedia, tegenwoordig gebruikt die online-encyclopedie de CC BY-SA-licentie van Creative Commons, ook een copyleft-licentie. In de tijd dat de GNU licentie werd ontwikkeld, waren er nog geen globaal opererende commerciële bedrijven die internetdiensten aanboden. Dat tijdperk begon grofweg met de beursgang van Netscape Communications in 1997 en vroeg om nieuwe manieren van denken over (digitale) rechten en plichten.